# Håndboldligaen 2017/18
Die Håndboldligaen 2017/18 (offiziell: 888ligaen) war die 82. Spielzeit der höchsten Liga im dänischen Herrenhandball.

## Reguläre Saison
| Pl. | Verein                    | Sp. | S  | U | N  | Tore      | Diff. | Punkte  |
| --- | ------------------------- | --- | -- | - | -- | --------- | ----- | ------- |
| 1.  | Skjern Håndbold           | 26  | 20 | 3 | 3  | 0739:6740 | +65   | 043:90  |
| 2.  | GOG Håndbold              | 26  | 20 | 2 | 4  | 0759:6320 | +127  | 042:100 |
| 3.  | Bjerringbro-Silkeborg     | 26  | 20 | 0 | 6  | 0789:6680 | +121  | 040:120 |
| 4.  | Aalborg Håndbold (M)      | 26  | 16 | 0 | 10 | 0711:6560 | +55   | 032:200 |
| 5.  | Team Tvis Holstebro       | 26  | 14 | 3 | 9  | 0694:6600 | +34   | 031:210 |
| 6.  | KIF Kolding-Kopenhagen    | 26  | 11 | 3 | 12 | 0713:7190 | −6    | 025:270 |
| 7.  | Nordsjælland Håndbold (N) | 26  | 10 | 4 | 12 | 0726:7450 | −19   | 024:280 |
| 8.  | Århus Håndbold            | 26  | 11 | 1 | 14 | 0732:7370 | −5    | 023:290 |
| 9.  | Mors-Thy Håndbold         | 26  | 11 | 1 | 14 | 0691:7150 | −24   | 023:290 |
| 10. | Ribe-Esbjerg HH           | 26  | 9  | 4 | 13 | 0719:7080 | +11   | 022:300 |
| 11. | Sønderjysk Elitesport     | 26  | 8  | 1 | 17 | 0693:7410 | −48   | 017:350 |
| 12. | Skanderborg Håndbold      | 26  | 8  | 1 | 17 | 0642:6910 | −49   | 017:350 |
| 13. | HC Midtjylland            | 26  | 6  | 1 | 19 | 0606:7780 | −172  | 013:390 |
| 14. | TM Tønder Håndbold        | 26  | 5  | 2 | 19 | 0654:7440 | −90   | 012:400 |

| Legende |                                                                                   |
|         | Teilnahme an der Meisterschaftsrunde                                              |
|         | Teilnahme an der Abstiegsrunde                                                    |
|         | Qualifiziert für die Abstiegsrunde, jedoch aus finanziellen Gründen zurückgezogen |
|         | Direkter Abstieg                                                                  |
| (M)     | Vorjahresmeister                                                                  |
| (N)     | Aufsteiger aus der 1. Division                                                    |

## Meisterschaftsrunde
Die Mannschaften auf den ersten acht Plätzen wurden in zwei Gruppen eingeteilt. Die Mannschaften auf Platz eins bis vier bekamen hierbei Zusatzpunkte zugesprochen (zwei Punkte für Platz eins und zwei, je einen für Platz drei und vier), die sie in die Runde mitnehmen dürfen. Die Erst- und Zweitplatzierten dieser beiden Gruppen spielten im Halbfinale über Kreuz gegeneinander.
Bei Punktgleichheit ist nicht der direkte Vergleich oder das Torverhältnis ausschlaggebend, sondern die Platzierung in der Hauptrunde.

### Gruppe A
|    | Verein              | Sp | G | U | V | Tore    | Diff. | Punkte |
| -- | ------------------- | -- | - | - | - | ------- | ----- | ------ |
| 1. | Aalborg Håndbold    | 6  | 5 | 0 | 1 | 186:166 | ±020  | 11     |
| 2. | Skjern Håndbold     | 6  | 3 | 0 | 3 | 173:174 | −1    | 8      |
| 3. | Team Tvis Holstebro | 6  | 3 | 1 | 2 | 172:168 | +04   | 7      |
| 4. | Århus Håndbold      | 6  | 0 | 1 | 5 | 155:178 | −23   | 1      |

### Gruppe B
|    | Verein                 | Sp | G | U | V | Tore    | Diff. | Punkte |
| -- | ---------------------- | -- | - | - | - | ------- | ----- | ------ |
| 1. | GOG Håndbold           | 6  | 3 | 2 | 1 | 191:181 | +010  | 10     |
| 2. | Bjerringbro-Silkeborg  | 6  | 3 | 2 | 1 | 181:170 | +011  | 9      |
| 3. | KIF Kolding-Kopenhagen | 6  | 3 | 1 | 2 | 182:185 | −5    | 7      |
| 4. | Nordsjælland Håndbold  | 6  | 0 | 1 | 5 | 174:192 | −18   | 1      |

| Legende |                         |
|         | Teilnahme am Halbfinale |

### Halbfinale
Es werden im Halbfinale, Spiel um Platz 3 sowie im Finale zunächst zwei Spiele absolviert. Besteht nach dem 2. Spieltag Punktgleichheit, wird ein entscheidendes drittes Spiel ausgetragen.
| Spiel                                    | Punktzahl | Sp. 1 | Sp. 2 | Sp. 3 |
| ---------------------------------------- | --------- | ----- | ----- | ----- |
| Skjern Håndbold – GOG Håndbold           | 4:2       | 28:31 | 24:23 | 38:20 |
| Bjerringbro-Silkeborg – Aalborg Håndbold | 4:0       | 28:20 | 32:28 | -     |

### Spiele um den dritten Platz
| Spiel                           | Punktzahl | Sp. 1 | Sp. 2 | Sp. 3 |
| ------------------------------- | --------- | ----- | ----- | ----- |
| GOG Håndbold – Aalborg Håndbold | 4:2       | 25:26 | 37:31 | 25:22 |

### Endspiele
| Spiel                                   | Punktzahl | Sp. 1 | Sp. 2 | Sp. 3 |
| --------------------------------------- | --------- | ----- | ----- | ----- |
| Skjern Håndbold – Bjerringbro-Silkeborg | 3:1       | 29:29 | 27:26 | -     |

## Abstiegsrunde
Die Mannschaften auf den Plätzen neun bis dreizehn sollten eine einfache Abstiegsrunde absolvieren, wobei den Mannschaften auf den Plätzen neun und zehn zwei Zusatzpunkte und den Mannschaften auf den Plätzen elf und zwölf ein Zusatzpunkt zugesprochen wurde. Der Letztplatzierte dieser Runde sollte gegen den Sieger der Play-offs der 1. division den letzten Teilnehmer an der Håndboldligaen 2017/18 ermitteln. Der HC Midtjylland zog sich jedoch nach einem Spieltag zurück; das einzige ausgetragene Spiel wurde mit 25:37 gegen SønderjyskE verloren.
| Pl. | Verein               | Sp. | S | U | N | Tore    | Diff. | Punkte |
| --- | -------------------- | --- | - | - | - | ------- | ----- | ------ |
| 1.  | SønderjyskE Håndbold | 3   | 3 | 0 | 0 | 095:810 | +14   | 7      |
| 2.  | Mors-Thy Håndbold    | 3   | 2 | 0 | 1 | 092:950 | −3    | 6      |
| 3.  | Ribe-Esbjerg HH      | 3   | 0 | 1 | 2 | 084:910 | −7    | 3      |
| 4.  | Skanderborg Håndbold | 3   | 0 | 1 | 2 | 083:870 | −4    | 2      |
| 5.  | HC Midtjylland       | 0   | 0 | 0 | 0 | 00:00   | ±0    | 0      |

| Legende |                                                                                   |
|         | Klassenerhalt                                                                     |
|         | Qualifiziert für die Abstiegsrunde, jedoch aus finanziellen Gründen zurückgezogen |

## Relegation

### 1. Runde
In der ersten Runde sollten der Zweit- und Drittplatzierte der 1. division ursprünglich den Teilnehmer an einer 2. Runde gegen den Fünftplatzierten der Abstiegsrunde ermitteln. Durch den Rückzug des HC Midtjylland stieg der Sieger der 1. Runde jedoch in dieser Saison direkt auf.
| Spiel                                 | Punktzahl | Sp. 1 | Sp. 2 | Sp. 3 |
| ------------------------------------- | --------- | ----- | ----- | ----- |
| Lemvig-Thyborøn Håndbold – Randers HH | 4:2       | 36:30 | 26:31 | 24:21 |